# Мајкић Јапра Горња
Мајкић Јапра Горња је насељено мјесто у саставу општине Сански Мост, Федерација Босне и Херцеговине, БиХ.

## Историја
Православна црква у Мајкић Јапри је освећена 30. јула 1939.

## Становништво
| Националност       | 1991. | 1981. | 1971. |
| Срби               | 241   | 311   | 438   |
| Муслимани          | 0     | 2     | 0     |
| Хрвати             | 0     | 0     | 1     |
| Југословени        | 0     | 1     | 0     |
| остали и непознато | 0     | 0     | 1     |
| Укупно             | 241   | 314   | 440   |